# Ryo Michigami
Ryo Michigami (Japans: 道上龍, Michigami Ryō) (Nara, 1 maart 1973) is een Japans autocoureur.

## Carrière
Na enkele jaren in het karting maakte Michigami in 1993 zijn debuut in het formuleracing in het Japanse Formule 3-kampioenschap. In 1994 won hij hier één race, waarmee hij vijfde werd in de eindstand met 19 punten. Aan het eind van dat jaar nam hij ook deel aan de Grand Prix van Macau, waarin hij de race echter niet wist te finishen.
In 1995 reed Michigami een dubbel programma in zowel de Japanse Formule 3 als de GT500-klasse van het Japanse GT-kampioenschap. In de Formule 3 werd hij vierde met vier podiumplaatsen, terwijl hij in de GT met een achtste plaats op het Mine Circuit als beste resultaat 25e werd met 3 punten. Aan het eind van het jaar werd hij twintigste in de Grand Prix van Macau als de laatste coureur die de race uitreed.
In 1996 had Michigami geen racezitje, maar maakte wel zijn debuut in het Japanese Touring Car Championship in het laatste raceweekend op de Fuji Speedway voor het team Castrol Mugen Honda, maar kwam in beide races niet aan de start. In 1997 reed hij wel het gehele seizoen voor Mooncraft Mugen Honda en werd met zes podiumplaatsen vijfde in het kampioenschap met 88 punten. Dat jaar maakte hij ook zijn Formule Nippon-debuut voor Funai Super Aguri tijdens het laatste raceweekend op de Suzuka International Racing Course, maar wist de finish niet te bereiken.
In 1998 keerde Michigami terug naar de GT500-klasse van het Japanse GT-kampioenschap, waarin hij fulltime debuteerde voor het team Mugen. Na een moeilijke eerste seizoenshelft won hij op de Twin Ring Motegi zijn eerste race in het kampioenschap om er in de seizoensafsluiter op het Sportsland SUGO er nog een aan toe te voegen, waardoor hij vierde werd met 48 punten. Daarnaast reed hij opnieuw in de Formule Nippon voor Jaccs Mooncraft M.S.P en behaalde twee podia op weg naar de negende plaats met 11 punten. Ook in 1999 kwam hij uit in beide klassen, waarbij hij in het GT-kampioenschap tiende werd met 36 punten en twee podiumplaatsen en in de Formule Nippon, waarin hij terugkeerde naar Speedmaster Mooncraft, tiende werd met één podiumplaats en negen punten.
In 2000 behaalde Michigami vier tweede plaatsen in het GT-kampioenschap, maar wist ondanks een gebrek aan overwinningen het kampioenschap te winnen met 74 punten door zijn constante prestaties. In de Formule Nippon stapte hij over naar DoCoMo Team Dandelion Racing, maar scoorde geen punten en werd met een zevende plaats op Fuji als beste resultaat zestiende in het kampioenschap. In 2001 stapte hij in het GT-kampioenschap over naar Dome Project met een overwinning op het Okayama International Circuit, maar scoorde later nog slechts één podium en werd derde in het kampioenschap met 56 punten. In de Formule Nippon keerde hij dat jaar opnieuw terug naar het team Mooncraft en werd met vijf podiumplaatsen zesde met 22 punten.
In 2002 maakte Michigami een zware crash mee tijdens het tweede Formule Nippon-raceweekend op de Fuji Speedway, waardoor hij in zowel deze klasse als in het GT-kampioenschap enkele races moest missen. In de Formule Nippon werd hij desondanks nog zesde met twee podia en 17 punten en in het GT-kampioenschap keerde hij in de tweede seizoenshelft terug en behaalde een overwinning op het Mine Circuit, waarmee hij achttiende werd met 24 punten. In 2003 won hij de race op de Fuji Speedway in het GT-kampioenschap en werd zevende met 55 punten, terwijl hij in de Formule Nippon voor het Team 5ZIGEN één podiumplaats behaalde en negende werd met 13 punten.
In 2004 kende Michigami een teleurstellend seizoen in het GT-kampioenschap waarin hij slechts veertiende werd met 6 punten en in de Formule Nippon kwam hij niet verder dan een tiende plaats met één podium. Daarnaast maakte hij zijn debuut in de 24 uur van Le Mans voor het team Kondo Racing naast Hiroki Katoh en Ryo Fukuda, maar haalde de finish niet. In 2005 stond hij één keer op het podium in het kampioenschap dat zijn naam had veranderd naar de Super GT en werd tiende met 37 punten. Voor het eerst in jaren reed hij niet in de Formule Nippon, maar kwam wel weer uit in de 24 uur van Le Mans voor Jim Gainer International naast Seiji Ara en Katsutomo Kaneishi, maar opnieuw kwam hij niet aan de finish.
In 2006 won Michigami voor het eerst in drie jaar weer een race in de Super GT op Okayama en werd derde met 76 punten. Daarnaast keerde hij terug voor zijn laatste seizoen in de Formule Nippon voor het Team 5ZIGEN, maar scoorde geen punten en werd met een zevende plaats op Motegi als beste resultaat op de zestiende positie.
Vanaf 2007 nam Michigami enkel deel aan de GT500-klasse van de Super GT. Dat jaar won hij de race op Motegi en werd met 63 punten vierde in de eindstand. In 2008 behaalde hij zijn laatste overwinning in het kampioenschap op het Sportsland SUGO en werd zesde met 60 punten. In 2009 behaalde hij twee podiumplaatsen en werd zesde met 50 punten. In 2010 verliet hij zijn team Dome na negen seizoenen en stapte over naar Nakajima Racing, waarvoor hij veertiende werd met 9 punten.
In 2011 behaalde Michigami een podium op het Sportsland SUGO en werd twaalfde met 21 punten. In 2012 scoorde hij enkel in de laatste twee races, maar wel met twee podia en werd veertiende met 26 punten. In 2013 beleefde hij zijn laatste volledige seizoen en behaalde slechts vier punten, waarmee hij vijftiende werd. In 2014 reed hij eenmalig in de GT300-klasse in de 1000 kilometer van Suzuka bij zijn oude team Mugen naast Yuhki Nakayama en Tomoki Nojiri en werd achtste.
Na twee jaar zonder competitie maakt Michigami in 2016 zijn debuut in het World Touring Car Championship voor het fabrieksteam van Honda, Honda Racing Team JAS, tijdens zijn thuisrace op Motegi.